# Берёза кустарниковая
Берёза кустарниковая (лат. Betula fruticosa) — вид растений рода Берёза (Betula) семейства Берёзовые (Betulaceae).

## Терминология
В русском языке также встречаются названия ерник, берёзовый  ерник, сланец, сланец берёзовый, ерник-сланец, ера.

## Распространение и экология
В природе ареал вида охватывает Сибирь (Бурятия, Забайкальский край), Монголию, Китай (провинции Хэйлунцзян и Внутренняя Монголия) и Корейский полуостров. На Дальнем Востоке встречается на Охотском побережье, Амурской области, в западных районах Хабаровского края.
Произрастает по долинам рек и избыточно увлажнённым территориям. В южной части ареала образует заросли, так называемые «ерники».
Даёт помеси с берёзой плосколистной.

## Ботаническое описание
Кустарник высотой 0,75—2,5 м, по берегам рек встречается в виде деревца высотой 2,5—3 м и диаметром ствола 2—5 см. Ветви прямостоячие, покрыты белой корой.
Листья яйцевидные или эллиптические, длиной 1,5—2,5 см, шириной 1—2 (до 2,5) см, с округлым основанием, реже широко-клиновидные, острые, неправильно мелкопильчатые, светло-зелёные, голые или сверху рассеянно опушённые, на черешках длиной 0,3—0,5 см.
Пестичные серёжки цилиндрические, длиной 1—2 см, диаметром около 0,5 см, прямостоячие или слегка отклонённые, на ножках длиной 3—6 мм. Прицветные чешуйки клиновидные, с коротким или несколько вытянутым основанием, длиной 2,5—5,5 мм, шириной 1—1,5 мм, трёхлопастные, боковые доли несколько отклонённые, короче и несколько шире средней.
Орешки овальные или яйцевидные, длиной 2—2,5 мм. Крыло в 2—4 раза уже орешка.

## Химический состав
| От абсолютно сухого вещества в % | От абсолютно сухого вещества в % | От абсолютно сухого вещества в % | От абсолютно сухого вещества в % | От абсолютно сухого вещества в % |
| Золы                             | Протеина                         | Клетчатки                        | Кальция                          | Фосфора                          |
| -------------------------------- | -------------------------------- | -------------------------------- | -------------------------------- | -------------------------------- |
| 5,1                              | 30,4                             | 11,1                             | 0,667                            | 0,558                            |

В 1 кг свежих листьев собранных в июне содержалось 1669 мг аскорбиновой кислоты. 

## Значение и применение
Используется на метлы, грубое плетение (короба, изгороди, фашины). 
Хорошо поедается северным оленем (Rangifer tarandus). Пригодна для заготовки веточных кормов. Скотом на пастбищах не поедается. Запас листвы на юге Якутии составлял 100—200 кг/га.
Поедается европейским лосём (Alces alces Linnaeus).

## Классификация

### Таксономия[10]
Betula fruticosa  Pall., 1776, Reise Russ. Reich. 3: 758 
Вид Берёза кустарниковая относится к роду Берёза (Betula) семейства Берёзовые (Betulaceae) порядка Букоцветные (Fagales). Кладограмма в соответствии с Системой APG IV по состоянию на июнь 2023 года:
|  |                                      |  |                                   |                                   |                     |  | ещё 6 семейств | ещё 6 семейств |                          |  |  |  | еще 88 подтвержденных видов и 81 таксон, ожидающих подтверждения |
|  |                                      |  |                                   |                                   |                     |  | ещё 6 семейств | ещё 6 семейств |                          |  |  |  | еще 88 подтвержденных видов и 81 таксон, ожидающих подтверждения |
|  |                                      |  |                                   | порядок Букоцветные               |                     |  |                |                | род Берёза               |  |  |  |                                                                  |
|  |                                      |  |                                   | порядок Букоцветные               |                     |  |                |                | род Берёза               |  |  |  |                                                                  |
|  | отдел Цветковые, или Покрытосеменные |  |                                   |                                   | семейство Берёзовые |  |                |                | вид Берёза кустарниковая |  |  |  |                                                                  |
|  | отдел Цветковые, или Покрытосеменные |  |                                   |                                   | семейство Берёзовые |  |                |                |                          |  |  |  |                                                                  |
|  |                                      |  | ещё 63 порядка цветковых растений | ещё 63 порядка цветковых растений |                     |  |                | ещё 5 родов    | ещё 5 родов              |  |  |  |                                                                  |
|  |                                      |  |                                   | ещё 63 порядка цветковых растений |                     |  |                |                | ещё 5 родов              |  |  |  |                                                                  |

### Синонимы
- Betula adasii  Egorova  &  Sipliv.
- Betula baicalensis  Sukaczev
- Betula baicalensis  Sukaczev
- Betula baicalensis f. obscura  Popov
- Betula barguzinensis  Popov
- Betula cyclophylla  Nakai
- Betula divaricata  Ledeb.  — Берёза растопыренная
- Betula evenkiensis  Polozhij
- Betula extremiorientalis  Kuzen.  &  V.N.Vassil.
- Betula fruticosa  Willd.
- Betula fruticosa subsp. fusca  (Pall. ex  Georgi)  Shemberg
- Betula fruticosa subsp. ruprechtiana  (Trautv.)  Kitag.
- Betula fruticosa var. fusenensis  (Nakai)  Liou
- Betula fruticosa var. gmelinii  (Bunge)  Regel
- Betula fruticosa var. macrostachys  S.L.Tung
- Betula fruticosa var. ovalifolia  (Rupr.)  S.L.Tung
- Betula fruticosa var. paishanensis  (Nakai)  S.L.Tung
- Betula fruticosa var. ruprechtiana  Trautv.
- Betula fusca  Pall. ex  Georgi
- Betula fusenensis  Nakai
- Betula gmelinii var. zyzyphifolia  (Z.Wang  &  S.L.Tung)  G.H.Liu  &  E.W.Ma
- Betula henriettae  Sukaczev  &  V.N.Vassil.
- Betula humilis var. kamtschatica  Regel
- Betula humilis var. ovalifolia  (Rupr.)  Regel
- Betula humilis var. palustris  J.F.Gmel.
- Betula humilis var. reticulata  (Rupr.)  Regel
- Betula humilis var. tatewakiana  (M.Ohki  &  S.Watan.)  Murata
- Betula itelmenorum  V.N.Vassil.
- Betula middendorffii  Trautv.  &  C.A.Mey.
- Betula middendorffii var. communis  Trautv. ex  Regel
- Betula middendorffii var. globosa  Regel
- Betula middendorffii var. henriettae  Popov
- Betula middendorffii var. nitida  Regel
- Betula ovalifolia  Rupr.  — Берёза овальнолистная
- Betula paishanensis  Nakai
- Betula pseudomiddendorffii  V.N.Vassil.
- Betula reticulata  Rupr.
- Betula rotundifolia  Regel  &  Tiling
- Betula substepposa  V.N.Vassil.
- Betula tatewakiana  M.Ohki  &  S.Watan.
- Betula turfosa  Weigel. ex  Rchb.
- Betula yoshimurae  Miyabe  &  Tatew.
- Betula zyzyphifolia  Z.Wang  &  S.L.Tung